# Valjala-Kogula
Koordinaten: 58° 25′ N, 22° 53′ O
Valjala-Kogula (deutsch Koggul) ist ein Dorf (estnisch küla) auf der größten estnischen Insel Saaremaa. Es gehört zur Landgemeinde Saaremaa (bis 2017: Landgemeinde Valjala) im Kreis Saare. Bis zur Neugründung der Landgemeinde Saaremaa hieß der Ort „Kogula“ und wurde umbenannt, um sich von Kogula zu unterscheiden, da beide nun in derselben Landgemeinde liegen.
Das Dorf hat acht Einwohner (Stand 31. Dezember 2011). Es liegt 31 Kilometer nordöstlich der Inselhauptstadt Kuressaare.

## Geschichte
1645 wurde das Dorf Koggul erstmals urkundlich erwähnt.